# NGC 4484
NGC 4484 (другие обозначения — MCG -2-32-13, IRAS12262-1122, PGC 41087) — спиральная галактика (Sc) в созвездии Девы. В 2016 году в ней наблюдалась сверхновая SN 2016ios типа II-P.
Этот объект входит в число перечисленных в оригинальной редакции «Нового общего каталога».